# Wally Ingram
Wally Ingram ist ein US-amerikanischer Schlagzeuger und Perkussionist. Bekannt wurde er als Mitglied der Band Timbuk 3.
1997 bis 2004 tourte er mit dem Multiinstrumentalisten David Lindley und nahm auch vier Alben auf:
- 1997/98: Twango Bango Deluxe
- 2001: Twango Bango II
- 2003: Twango Bango III
- 2004: Live in Europe

Ingram war auch Studio- oder Tourneemusiker für Eric Burdon,
Stockholm Syndrome,
Eric McFadden,
El Rayo X,
Sheryl Crow,
Tracy Chapman,
Jackson Browne,
Bonnie Raitt,
Bruce Hornsby,
Shawn Colvin,
John Trudell,
Anders Osborne,
Crowded House,
Art Garfunkel,
Taj Mahal
Col. Bruce Hampton und
Stefan Stoppok.
2008 war er u. a. mit der Sheryl Crow Band auf Tour.